# 김서준 (축구인)
김서준(1989년 3월 24일 ~ )은 대한민국의 전 축구 선수이며 과거 포지션은 미드필더였다.

## 축구인 경력

### 선수 경력
2011년 한남대학교를 졸업하고 드래프트를 통해 2012년 울산 현대에 1순위로 입단하였다.
입단 첫 해 울산 현대미포조선에 임대되어 활약한 후 팀으로 복귀하였으나 자리를 잡지 못하자 2013년 후반기엔 수원 FC로 임대 이적하였다. 수원에서 주전으로 활약하며 반 시즌 동안 19경기에 나서 2골을 기록하는 등 좋은 활약을 펼쳤고 2014 시즌을 앞두고 완전 이적하였다.
그 이후 2015년에는 수원에서 주전 미드필더로 활약하였다. 그 후, 2016 시즌에는 경주 한수원으로 이적하여 활약한 후, 수원 FC U-15 감독으로 재직중이다.